# Ленард Коен
Ленард Норман Коен (на английски: Leonard Norman Cohen) е канадски поет, писател, автор и изпълнител на песни.
Музиката на Коен оказва силно влияние върху други автори на песни и са записани стотици варианти на негови произведения.

## Биография

### Ранни години
Ленард Коен е роден на 21 септември 1934 г. в еврейско семейство от средната класа в Уестмаунт, англоезично предградие на Монреал. Майка му, Маша Клоницки (1905 – 1978), е дъщеря на равина и талмудически автор Соломон Клоницки-Клайн и пристига в Монреал от Литва през 1927 г. Дядо му по бащина линия, чието семейство идва в Канада от Полша, е Лайън Коен, основател и ръководител на голямата еврейска организация Канадски еврейски конгрес. Бащата, Натан Бърнард Коен (1891 – 1943), е собственик на голям магазин за облекло, но умира, когато Ленард е деветгодишен. Семейството му е от последователи на ортодоксалния юдаизъм, с който Коен поддържа връзки до края на живота си. По думите му той от малък е възпитаван, че е коен, потомък на първия първосвещеник Аарон.
Коен учи в Основното училище „Розлин“, завършва седми до девети клас в еврейското училище „Ерзлия“, където преподава и поетът Ървинг Лейтън. През 1948 г. се прехвърля в Уестмаунтската гимназия, където учи музика и поезия, проявявайки особен интерес към поезията на Федерико Гарсия Лорка. Извън учебната дейност в гимназията той се занимава с фотография, училищния годишник, мажоретния състав, училищния театрален състав и други ученически клубове, избиран е за председател на Ученическия съвет. По това време започва да свири на акустична китара и създава кънтри-фолк група, наречена „Бъкскин Бойс“. След като познат испански китарист го научава на „малко фламенко“, преминава на класическа китара. В музикалните му интереси го насърчава неговата майка, която често пее у дома, а през този период го придружава на сбирки с приятели, където се свири и пее.
В младежките си години Коен често посещава разноцветния монреалски булевард „Сен Лоран“, някога размирните барове на Стария Монреал и католическия ораторий „Свети Йосиф“, при който се намира най-близкият до Уестмаунт ресторант. Когато напуска Уестмаунт, той си купува жилище на булевард „Сен Лоран“, в някогашния работнически квартал „Малката Португалия“, и чете свои стихове в клубове в района. Там той пише и стиховете за някои от по-късните си известни песни. През 1951 година постъпва в Университета „Макгил“ в Монреал и през 1955 година завършва с бакалавърска степен.

### Писателска дейност
Още като студент Ленард Коен печели университетски литературен конкурс със стихотворенията си Sparrows и Thoughts of a Landsman. През март 1954 година списанието CIV/n за пръв път отпечатва негово стихотворение. В този период той е повлиян от Уилям Бътлър Йейтс, Ървинг Лейтън (той преподава политология в „Макгил“ и става ментор и приятел на Коен), Уолт Уитман, Федерико Гарсия Лорка и Хенри Милър. Първата му стихосбирка Let Us Compare Mythologies (1956) е издадена година след дипломирането му като първа книга от поредица с поети, свързани с „Макгил“. Книгата включва главно стихове, които той пише на възраст 15 до 20 години, и той я посвещава на своя починал баща. Известният канадски критик Нортроп Фрай пише отзив за книгата, в който отправя към Коен „сдържана похвала“.
Публикува първия си роман през 1963 г.
Ранните песни на Ленард Коен, много от които са включени в албума от 1967 г. „Songs of Leonard Cohen“, са силно повлияни от централноевропейската народна музика. През 70-те години музиката му включва повече елементи на поп, кабаретна музика и уърлд мюзик.
През 1980-те години високият му баритонов глас постепенно се измества към по-ниските регистри (бас баритон и бас), като песните му често са акомпанирани от синтезатори и женски беквокали.
През 2011 г. е отличен с Наградата на принца на Астурия в раздел Литература.
Умира на 7 ноември 2016 г. в дома си в Лос Анджелис, САЩ. За смъртта е съобщено на 10 ноември 2016 г.

## Личен живот
През 1960 г. на остров Хидра той се запознава с норвежката Мариана Ихлен, която става негова муза и го вдъхновява за произведенията „So Long, Marianne“ през 1968 г. и „Bird on the Wire“ през 1969 г. След раздялата си те остават близки до смъртта ѝ (тя умира 3 месеца преди него).
През 1968 г. има кратка връзка с Дженис Джоплин, както и с канадската певица и автор на песни Джони Мичъл.
През 1970-те години живее с художничката Сюзана Елрод, от която има две деца, Адам Коен (р. 1972 г.) и Лорка Коен (р. 1974 г.).
От 1982 до 1987 г. е в отношения с френската фотографка Доминик Исерман, а след това – с Ребека де Морни до лятото на 1993 г.
Коен проявява интерес към будизма, в частност към индийската духовна традиция Адвайта веданта. Коен прекарва в уединение пет години, от 1994 до 1999 г. в дзен-будисткия център Mount Baldy близо до Лос Анджелис. Там той приема името Jikhan, означаващо „мълчание“, и става дзенски монах. През януари 1999 г. прекратява своя „дзен-ретрит“ (уединение) и няколко пъти пътува до Мумбай, за да се среща с Рамеш Балсекар, индийски гуру.
През 2011 г. Ленард Коен става дядо – дъщеря му Лорка ражда момиченце.

## Влияние
Една от песните с най-много кавъри в съвременната популярна музика е песента на Ленард Коен „Hallelujah“ („Алилуя“). Сред изпълнителите ѝ са американският музикант Джеф Бъкли, шведската прогресив метал група Pain of Salvation, американската рок група Бон Джоуви, Боно, Джон Кейл и френската певица Ванеса Паради. Песента е изпълнена и на церемонията по откриването на Зимните олимпийски игри през 2010 във Ванкувър – от K.D. Lang.
По фраза в една от песните на Ленард Коен е избрано името на британската група Систърс ъф Мърси.

## Дискография

### Студийни албуми
- Songs of Leonard Cohen (1967)
- Songs from a Room (1969)
- Songs of Love and Hate (1971)
- New Skin for the Old Ceremony (1974)
- Death of a Ladies' Man (1977)
- Recent Songs (1979)
- Various Positions (1984)
- I'm Your Man (1988)
- The Future (1992)
- Ten New Songs (2001)
- Dear Heather (2004)
- Old Ideas (2012)
- Popular Problems (2014)

### Концертни албуми
- Live Songs (1973)
- Cohen Live (1994)
- Field Commander Cohen: Tour of 1979 (2001)
- Live in London (2009)
- Live at the Isle of Wight 1970 (2009)
- Songs from the Road (2010)

### Поезия
- Let Us Compare Mythologies. Montreal: Contact Press [McGill Poetry Series], 1956.[41] reissued 2007
- The Spice-Box of Earth. Toronto: McClelland & Stewart, 1961.[41]
- Flowers for Hitler]]. Toronto: McClelland & Stewart, 1964.[41]
- Parasites of Heaven. Toronto: McClelland & Stewart, 1966.[41]
- Selected Poems 1956 – 1968. Toronto: McClelland & Stewart, 1968.[41]
- The Energy of Slaves. Toronto: McClelland and Stewart, 1972. ISBN 0-7710-2204-2 ISBN 0-7710-2203-4 New York: Viking, 1973.[41]
- Death of a Lady's Man. Toronto: McClelland & Stewart, 1978. ISBN 0-7710-2177-1 London, New York: Viking, Penguin, 1979.[41] – reissued 2010
- Book of Mercy. Toronto: McClelland & Stewart, 1984.[41] – reissued 2010
- Stranger Music: Selected Poems and Songs. London, New York, Toronto: Cape, Pantheon, McClelland & Stewart, 1993.[41] ISBN 0-7710-2230-1
- Book of Longing. London, New York, Toronto: Penguin, Ecco, McClelland & Stewart, 2006.[41] (поезия, проза, рисунки) ISBN 978-0-7710-2234-0
- The Lyrics of Leonard Cohen. London: Omnibus Press, 2009.[41] ISBN 0-7119-7141-2
- Poems and Songs. New York: Random House (Everyman's Library Pocket Poets), 2011.
- Fifteen Poems. New York: Everyman's Library/Random House, 2012. (eBook)

### Романи
- The Favorite Game. London, New York, Toronto: Secker & Warburg, Viking P, McClelland & Stewart, 1963.[41] Reissued as The Favourite Game. Toronto: McClelland & Stewart [New Canadian Library], 1994. ISBN 978-0-7710-9954-0
- Beautiful Losers. New York, Toronto: Viking Press, McClelland & Stewart, 1966. Toronto: McClelland & Stewart [New Canadian Library], 1991. ISBN 978-0-7710-9875-8 McClelland & Stewart [Emblem], 2003.[41] ISBN 978-0-7710-2200-5
Красиви неудачници. Превод от английски Магдалена Куцарова-Леви. София: Парадокс, 2009, 256 с.[42]

## За него
- Ренълдс А., Ленард Коен - един необикновен живот, София: Прозорец, 2016, ISBN 978-954-733-880-7 / Reynolds A., Leonard Cohen - a remarkable life, пр. В. Немчев
- Ratcliff, Maurice. The complete guide to the music of Leonard Cohen.   Omnibus Press, 1999. ISBN 0-7119-7508-6.
- Scobie, Stephen. Intricate preparations: writing Leonard Cohen.   ECW Press, 2000. ISBN 1-55022-433-6.
- Hofmann, Philipp. Corporeal Cartographies: The Body in the Novels of Leonard Cohen.   Lit Publishing House, 2010. ISBN 978-3-643-11035-0. Архив на оригинала от 2015-06-21 в Wayback Machine.
- Burger, Jeff. 'Leonard Cohen on Leonard Cohen: Interviews and Encounters.   Chicago Review Press, 2014. ISBN 978-1-61374-758-2.